# Landtag Reuß jüngerer Linie (1904–1907)
Dieser Artikel behandelt den  Landtag Reuß jüngerer Linie 1904–1907.

## Landtag
Der Landtag Reuß jüngerer Linie wurde in zwei Kurien gewählt. Drei Mandate wurden durch die Höchstbesteuerten (HB) gewählt die anderen in allgemeinen Wahlen (AW) in Ein-Personen-Wahlkreisen bestimmt. Daneben bestand eine Virilstimme für den Inhaber des Reuß-Köstritzer Paragiums (RKP). Die Wahlen fanden am 29. September 1904 statt.
Als Abgeordnete wurden gewählt:
| Name                                 | Partei | Wohnort            | Kurie | Wahlkreis | Anmerkung                                       |
| ------------------------------------ | ------ | ------------------ | ----- | --------- | ----------------------------------------------- |
| Heinrich Amandus Barth               |        | Niederböhmersdorf  | AW    | 6         |                                                 |
| August Daniel Böttger                | SPD    | Gera               | AW    | 2         |                                                 |
| Gustav Oskar Döpel                   |        | Oettersdorf        | AW    | 9         |                                                 |
| Otto Ludwig Eckner                   |        | Tanna              | AW    | 8         | Ab 1. November 1906 für Lautenschläger          |
| Alexander Anton Oskar Fröb           | NLP    | Lobenstein         | AW    | 11        |                                                 |
| Ludwig Walther Fürbringer            | NLP    | Gera               | HB    |           |                                                 |
| Heinrich Friedrich Edwin Hartenstein | NLP    | Schleiz            | AW    | 7         |                                                 |
| Heinrich XXIV. von Reuß-Köstritz     |        | Köstritz           | RKP   |           |                                                 |
| Ludwig Ernst Huhn                    |        | Gera               | HB    |           |                                                 |
| Richard Oskar Kahnt                  | SPD    | Gera               | AW    | 5         |                                                 |
| Heinrich Gottlieb Knoch              |        | Hirschberg/Saale   | AW    | 12        |                                                 |
| Christian Heinrich Lautenschläger    | NLP    | Langenwolschendorf | AW    | 8         | Am 27. März 1906 verstorben. Nachfolger: Eckner |
| Wilhelm Leven                        | SPD    | Gera               | AW    | 4         |                                                 |
| Franz Robert Martius                 |        | Klettigshammer     | AW    | 10        |                                                 |
| Carl Hermann Alfred Schlotter        |        | Gera               | AW    | 1         |                                                 |
| Hermann Ernst Alfred Weber           | kons.  | Gera               | HB    |           |                                                 |

Unter dem Alterspräsidenten Walther Fürbringer wählte der Landtag Walther Fürbringer als Landtagspräsidenten. Als Vizepräsident wurde Heinrich Lautenschläger gewählt (ab dem 6. November 1906 war die Oskar Fröb). Schriftführer war Heinrich Knoch. Stellvertretender Schriftführer war Wilhelm Leven.
Der Landtag trat vom 31. Oktober 1904 bis zum 21. Februar 1907 in 51 öffentlichen Plenarsitzungen in zwei  Sitzungsperioden zusammen. Der Landtagsabschied datiert vom 4. September 1907.
Für die Zeit zwischen den Sitzungsperioden wurde ein Landtagsausschuss gewählt. Dieser bestand aus:
| Landesteil                      | Mitglied                | Stellvertreter | Von-Bis             |
| ------------------------------- | ----------------------- | -------------- | ------------------- |
| Landesteil Gera                 | Walther Fürbringer      | Heinrich Knoch |                     |
| Landesteil Schleiz              | Heinrich Lautenschläger | Oskar Döpel    | bis 27. März 1906   |
| Landesteil Schleiz              | Edwin Hartenstein       | Oskar Döpel    | ab 6. November 1906 |
| Landesteil Lobenstein-Ebersdorf | Oskar Fröb              | Hermann Weber  |                     |